# Cappella dell'Immacolata Concezione (Casabiondo)
La cappella dell'Immacolata Concezione è un edificio religioso di Casabiondo, frazione di Pian di Scò oggi nel comune di Castelfranco Piandiscò.

## Storia e descrizione
Documentata in epoca rinascimentale, fu ristrutturata alla fine del XVII secolo, utilizzando uno stile barocco che per quanto sobrio, di derivazione tardo manierista, è piuttosto raro in Toscana.
La facciata, profilata in pietra ai cantoni con un motivo a zig-zag che riecheggia le creazioni dell'Ammannati, mostra un portale con timpano spezzato e due finestrelle quadrate, pure contornate in pietra. Più originale è il coronamento, con due pinnacoli e un timpano formato da eleganti volute, culminanti in una sorta di lanternino.